# Ensis

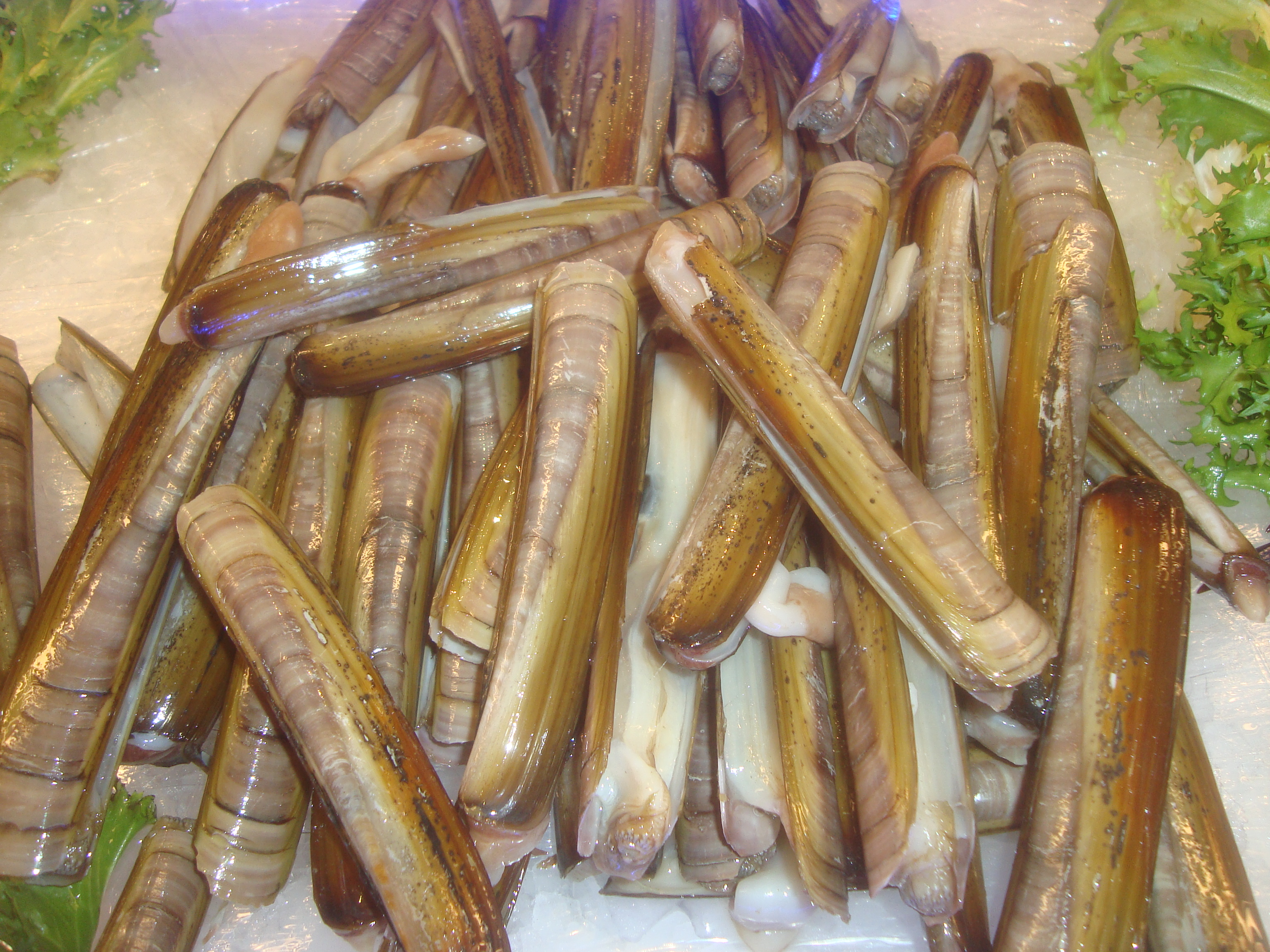
"Ensis", en España se llaman popularmente Navajas, marisco.

Ensis es un género de moluscos bivalvos de la familia Pharidae. Son de tamaño mediano y viven en zonas litorales.
Distintas variedades de la especie son comúnmente conocidas como navajas, muergos, longorón, longueirón o peces navaja, por la forma especial de su concha en forma de mango de navaja, el instrumento de corte.En Andalucía, se encuentran normalmente tres tipos de molusco, cada uno con un nombre característico. El muergo hace referencia a E. minor, teniendo una concha rectangular, mientras que la navaja hace referencia a E. Ensis, con una concha ligeramente arqueada. El longueirón es E. siliqua y suelen ser especímenes de mayor tamaño que los anteriores, de unos 20 cm.
Es una especie muy utilizada en cocina, comercializada fresca o en conserva. En muchos sitios es un suplemento importante a la dieta. Las conchas son frágiles y pueden dañarse fácilmente cuando se excava al buscarlas.
Las especies de Ensis prefieren las arenas limpias de playas expuestas. Son capaces de excavar muy rápido y esconderse en la profundidad. Existen diversos métodos para capturarlas.

## Especies

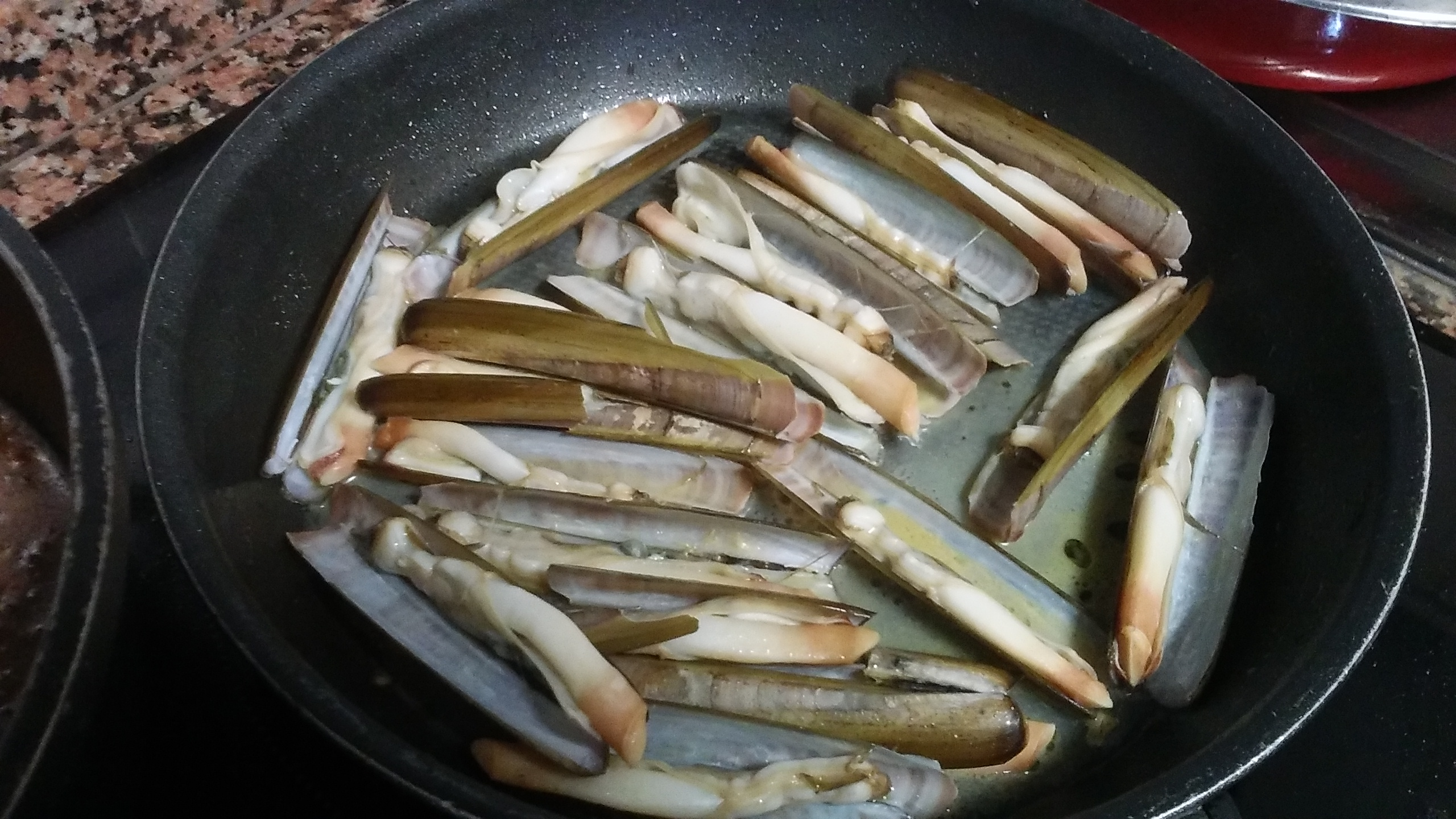
Cocinadas a la plancha

En la actualidad se conocen 13 especies:
- Ensis arcuatus (Jeffreys, 1865)
- Ensis californicus Dall, 1899
- Ensis directus (Conrad, 1843)
- Ensis ensis (Linnaeus, 1758)
- Ensis goreensis (Clessin, 1888)
- Ensis macha (Molina, 1782)
- Ensis magnus Schumacher, 1817
- Ensis megistus Pilsbry & McGinty, 1943
- Ensis minor (Chenu, 1843)
- Ensis myrae Berry, 1954
- Ensis nitidus (Clessin, 1888)
- Ensis siliqua (Linnaeus, 1758)
- Ensis tropicalis Hertlein & Strong, 1955